# (31081) 1996 XO13
(31081) 1996 XO13 est un astéroïde de la ceinture principale d'astéroïdes découvert en 1996.

## Description
(31081) 1996 XO13 a été découvert le 9 décembre 1996 à Sudbury, dans le Massachusetts, aux Etats-Unis, par Dennis di Cicco.

### Caractéristiques orbitales
L'orbite de cet astéroïde est caractérisée par un demi-grand axe de 3,5 ua, un périhélie de 2,93 ua, une excentricité de 0,04 et une inclinaison de 8,20° par rapport à l'écliptique. Du fait de ces caractéristiques, à savoir un demi-grand axe compris entre 2 et 3,2 ua et un périhélie supérieur à 1,666 ua, il est classé, selon la JPL Small-Body Database, comme objet de la ceinture principale d'astéroïdes.

### Caractéristiques physiques
(31081) 1996 XO13 a une magnitude absolue (H) de 13,8 et un albédo estimé à 0,090.